# برگ‌پوش بال‌آبی
برگ‌پوش بال‌آبی (نام علمی: Chloropsis cochinchinensis) نام یک گونه از سرده برگ‌پوش است.